# Ян Порселліс
Ян Порселліс (нід. Jan Porcellis, між 1583 та 1585 — 29 січня 1632) — нідерландський художник, один з творців жанру голландського морського пейзажу XVII століття.

## Життєпис
Народився у Генті. Був сином капітана корабля Яна Порселліса. Незабаром родина Порселлісів втекла до Роттердаму, рятуючись від переслідування католиків за віру. В цьому місті майбутній художник починає вивчати мистецтво малювання. 1605 року — одружується.
У 1606 році намагається влаштуватися в Лондоні, проте невдало. 1615 року перебирається до Антверпену, де 1617 року стає членом місцевої гільдії художників Св. Луки. Внаслідок скрутного фінансового стану у 1618 році укладає угоду щодо виконання 40 картин за 20 тижнів. З 1622 року працює в Гарлемі. 1624 року переїздить до Амстердаму. 1626 року вирушає до Ворбурга (південна Голландія), де перебував до 1628-го. Тоді ж оселяється у містечку Зутервауде (поблизу Лейдена). Тут купує великі маєтності.
Його учнями були Сімон де Флігер, Віллем ван Діст, Гендрік ван Антоніссен, Ганс Ґодеріс. Мав сина Юлія (1610—1645), який також був художником-мариністом, та був одружений з Катериною, донькою художника Яна Стена.

## Творчість

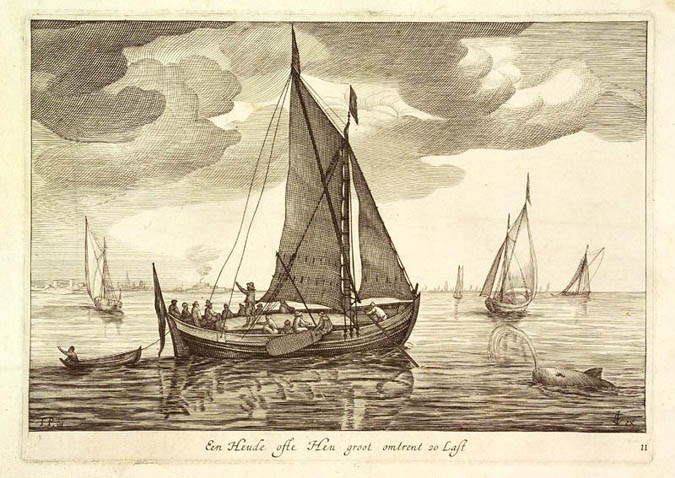
Ян Порселліс. Малюнок з серії «Icones Variarum Navium Hollandicarum». 1627

Перші роки діяльності були пов'язані із пошуком власного стилю. Лише з початку 1620-х років Порселліс виробив свій власний стиль як художник-мариніст. Це відбулося під впливом представників тонального пейзажного живопису Яна ван Гоєна, Саломона ван Рейсдала і Пітера де Молина.
У своїх картинах Порселліс прагнув до переконливої передачі життя моря, відтворенню мінливого світло-повітряного середовища і в той же час до документальної точності в зображенні суден та їхнього оснащення.
Легкі у живописі картини Порселліса витримані в суворій сіро-блакитний тональній гамі, заснованій на тонких градаціях кольору, палітра його монохромна («Буря на морі», 1629, «Аварія корабля», 1631).